# Cay Dose
Cay Dose, også Kai, Kay, Caj eller Cai Dose (ca. 1702 i Friedrichsgabekoog, Ditmarsken – 27. juli 1768 i København) var en holstensk arkitekt og bygmester i barok- og rokokoperioden.

## Biografi
Cay Dose var søn af oversekretæren Ernst Ulrich Dose. Han blev uddannet i København i tidsrummet 1724 til 1735 under generalbygmester Johan Conrad Ernst. Dernæst arbejdede han nogle år som entreprenør på Als.
I 1739 boede han i Slesvig by, hvor han lærte ingeniørkaptajn og kgl. landbygmester Otto Johann Müller at kende, der hyrede Dose til opgaven med at udvide Sankt Trinitatis Kirke i Altona på ordre fra kong Christian 6. Efter en besigtigelse af kirkeskibet blev de ældre dele revet ned med undtagelse af tårnet, der skyldtes bygmesteren Jacob Bläser. Den 11. april 1742 blev byggeriet påbegyndt under Doses ledelse, og kirken stod færdig året efter. 200 år efter blev kirken fuldstændig ødelagt under Hamborgs bombardement 24. juli 1943 og er genopført i ændret skikkelse, da kun ydermurene stod tilbage.
I 1743 fik Cay Dose til opgave at forny tag og andre dele på Slesvig Domkirke og satte også en ny tagrytter på Michaelskirken i Slesvig i 1745-46. Dose leverede også planer til projektet til Klosterkirken i Uetersen, men opgaven gik til Jasper Carstens. Han udførte i 1743 tegninger til istandsættelse af herregården Gelting, som Müller udførte i 1746 og 1753. 1750-52 stod Dose for den store ombygning af Husum Slot efter O.J. Müllers tegninger, der endnu er bevaret.
Sine væsentligste opgaver fik Dose først i 1750'erne. 27. februar 1752 indviedes den ottekantede rokokokirke i Brande-Hörnerkirchen, opført efter Doses tegninger. Kirken er i røde mursten, der enkelt er udsmykket med ørelisener, og krones af et mansardtag. Kirken brændte i 1934, men er genopført med rekonstrueret indre. I samme landsby tegnede Dose præstegården 1750-51 og kordegnens hus. Han kom med et genopbygningsprojekt til Michaelskirken i Hamborg, der var brændt efter et lynnedslag 1750, men fik ikke opgaven.
I 1754 fik han langt om længe en opgave, der svarede til hans talent, nemlig nybygningen af Rellingen Kirke, som han også gav en ottokantet form, omend i en meget større skala end sin allerede opførte landsbykirke. Med ca. 2000 siddepladser er kirken den største ottekantede kirke i Nordtyskland. Også her bevarede han et tårn af Jacob Bläser, men ellers var kirken i Rellingen et gennemført nyt projekt. Kirken står i det ydre i røde mursten og med facader inddelt af kraftige pilastre. Den afsluttes af et sort mansardtag med kviste og en stor lanterne, der giver lys til kirkerummet. Den kraftige barokstil med enkelte rokokodetaljer er beslægtet med bygninger fra Hamborg-arkitekten Ernst Georg Sonnins hånd. I det indre er kirkerummet båret af søjler, hvorimellem der er balkoner, orgel, kongeloge og prædikestol. Rummet er enkelt og holdt i en kølig farveholdning og præget af marmorering, mens lanternen smykkes af freskoer og rocailler i stuk. Begge Doses kirker blev forbilledet for Heinrich Schmidts Niendorfer Marktkirche.
Fra 1756 til 1757 blev den sengotiske Nicolaikirke i Treia forlænget mod vest efter Doses planer. I 1758 fremlagde han ambitiøse planer om et kongeslot i Altona i østenden af Palmaillen, men planerne blev samme år skrinlagt af kongen. Samme år ombyggede han Skt. Nicolai Kirke i Aabenraa og et år senere byggede han præstegården til Michaelskirken in Slesvig, der dog blev revet ned i 1972.
På trods af Doses klare talent opnåede han aldrig en solid embedsstilling. Fra 1760 var han ansat af enkedronning Sophie Magdalene på Hirschholm Slot og ansøgte året efter om af blive Jacob Fortlings efterfølger som hofbygmester, men fik ikke stillingen, der gik til Georg David Anthon. Han døde i hovedstaden, hvor han boede i sine sidste år, i 1768.
Dose fulgte som arkitekt i hertugdømmerne den lokale byggeskik, men har også været orienteret om sydeuropæisk arkitektur. Et bind med i alt 81 tegninger men uden tekst, i privateje, er af Hakon Lund blevet identificeret som Doses tegninger. Bindet indeholder både projekter og udførte arbejder, bl.a. tegninger til Hörnerkirchen og Trinitatis Kirke i Altona. En længere række tegninger af avlsbygninger i typisk holstensk stil samt forslag til beboelseshuse kunne indikere, at Dose har haft et bredt og produktivt virke. De ting, Dose faktisk fik opført vidner om en bygmester, hvis talent var på niveau med E.G. Sonnins, men som modsat sin mere kendte kollega ikke fik opgaver, der kunne indfri hans kreativitet.